# Asma' bint Abi Bakr
Asmāʾ bint Abī Bakr (in arabo أسماء بنت أبي بكر‎?; La Mecca, 592 ? – La Mecca, 4 ottobre 692) è stata una Sahaba, figlia di Abū Bakr.
Sua madre era Qutayla bt. ʿAbd al-Uzzā, del clan dei B. ʿĀmir dei Quraysh, ed era quindi sorella consanguinea di ʿĀʾisha (della quale avrebbe avuto, secondo i cronisti musulmani, 10 anni in più) e di Muḥammad b. Abī Bakr. Svolse un ruolo assai importante durante i primi anni dell'Islam.
Asmāʾ fu la diciottesima persona a convertirsi all'Islam. Ebbe dal Profeta il soprannome di Dhāt al-Niṭāqayn (quella delle due cinture) per aver legato con due cinture della sua veste l'involucro contenente cibo e quello contenente acqua al momento della partenza di Maometto e di suo padre dalla Mecca verso Medina, in occasione dell'Egira.

Asmāʾ era infatti colei che provvide a rifornire di vettovaglie i due mentre erano nascosti in una caverna a sud di Mecca
Andò sposa ad al-Zubayr ibn al-ʿAwwām e gli dette due figli: ʿAbd Allāh b. al-Zubayr, primo musulmano nato a Medina dopo l'Egira, e il noto tradizionista ʿUrwa b. al-Zubayr b. al-ʿAwwām.
Nel 692/93 (73 dell'Egira), suo figlio ʿAbd Allāh b. al-Zubayr le avrebbe fatto visita per chiederle consiglio: le sue truppe erano state infatti sconfitte da al-Ḥajjāj b. Yūsuf e avrebbe ricevuto una proposta da parte di messaggeri inviati dagli Omayyadi in cui gli si offriva la vita salva e un feudo, a condizione che egli deponesse le armi e prestasse giuramento ad ʿAbd al-Malik ibn Marwān. Nel corso dell'incontro la madre avrebbe detto al figlio: «Sono affari, ʿAbd Allāh, e tu conosci la risposta meglio di me. Ma se tu credi di essere nel tuo diritto e di difendere la Verità, allora persevera e battiti, con la stessa perseveranza di cui i tuoi compagni morti sotto la tua bandiera hanno dato prova. Ma se tu desideri il mondo, che miserabile sarai! Sarai distrutto e avrai distrutto i tuoi uomini!»
ʿAbd Allāh morì quel giorno stesso, seguito cinque, dieci o venti giorni più tardi da sua madre, allora centenaria.